# Xenotilapia
Xenotilapia és un gènere de peixos de la família dels cíclids i de l'ordre dels perciformes.

## Distribució geogràfica
És un endemisme del llac Tanganyika (Àfrica oriental).

## Taxonomia
- Xenotilapia bathyphila (Poll, 1956)[2]
- Xenotilapia boulengeri (Poll, 1942)[3]
- Xenotilapia burtoni (Poll, 1951)[4]
- Xenotilapia caudafasciata (Poll, 1951)[5]
- Xenotilapia flavipinnis (Poll, 1985)[6]
- Xenotilapia leptura (Boulenger, 1901)[7]
- Xenotilapia longispinis (Poll, 1951)[8]
- Xenotilapia melanogenys (Boulenger, 1898)
- Xenotilapia nasus (De Vos, Risch & Thys van den Audenaerde, 1995)[9]
- Xenotilapia nigrolabiata (Poll, 1951)[10]
- Xenotilapia ochrogenys (Boulenger, 1914)[11]
- Xenotilapia ornatipinnis (Boulenger, 1901)[7]
- Xenotilapia papilio (Büscher, 1990)[12]
- Xenotilapia rotundiventralis (Takahashi, Yanagisawa & Nakaya, 1997)
- Xenotilapia sima (Boulenger, 1899)[7]
- Xenotilapia spiloptera (Poll & Stewart, 1975)[13]
- Xenotilapia tenuidentata (Poll, 1951)[14][15][16][17][18][19][20]